# 柳家禽語楼
柳家 禽語楼（やなぎや きんごろう、1848年8月 - 1898年7月3日）は、落語家。本名∶大藤 楽三郎。

## 経歴
日向の出身。元は延岡藩士で、高島秋帆から砲術を学んでいたという。
最初の師匠は初代柳亭燕枝で柳亭燕花の名を貰った。慶応のころには落語界を飛び出し坂東？家橘の門下で坂東橘寿（壽）を名乗る。
その後師匠燕枝に詫びを入れて1876年に当時住んでいた静岡から上京、燕枝の燕に静岡の静に因んで燕静の名で再び落語家に戻る。1878年には燕寿（壽）の名で東京の寄席にも復帰。1883年1月に二代目柳家小さんを襲名。
1888年3月に贔屓の医学博士・松本順に「禽語楼」の号を贈られ、禽語楼小さんと改名し両国中村楼で改名披露を行う。禽語とは鳥の鳴き声のことで、小さん自身が鳥の仕草が上手かったことからこの号が与えられた。他にも「猫」とあだ名されたり、新聞には「珍面美人愛嬌の徳」と書かれた。
1895年ころから体調を崩し3月に弟子の初代柳家小三治に小さんの名を譲り、自らは柳家禽語楼と改名。このころから人気も下火になる。

## 逸話
初代三遊亭圓遊のステテコ踊りは、この人が燕寿時代に座敷で披露したのを見て圓遊が真似たのが最初だといわれている。

## 演目
- 『五人廻し』
- 『廓大学』
- 『猫久』など

## 弟子
- 三代目柳家小さん
- 二代目談洲楼燕枝

### 移籍
- 初代柳家小蝠 - 三代目春風亭柳朝門下に移籍後、五代目三升家小勝に改名。
- 柳家小夏 - 初代三遊亭圓遊門下に移籍後、三代目三遊亭圓橘に改名。
- 初代柳家小山三 - 二代目三遊亭圓楽門下に移籍後、三遊亭三福に改名。
- 柳家小きん - 俳優に転向